# 堀留川
堀留川（ほりどめがわ）は、浜松市にある運河。明治4年、井上八郎と田村高蔵が発起人となり近隣の労力奉仕で完成した。菅原町にあった荷揚げ場より浜名湖対岸の鷲津まで船が通っていた。
起点は国道257号線(東海道)に掛かる鎧橋(浜松市中央区東若林町)。先は高塚川〜馬込川へ繋がる。
終点は新川(浜松市西部排水機場)との合流点。先は浜名湖まで繋がる。

## 長島河岸跡
長島橋の西側に船溜まりがあり荷上場があった。